# Chahir Belghazouani
Chahir Belghazouani  né le 6 octobre 1986 à Porto-Vecchio (Corse-du-Sud, France) est un footballeur franco-marocain. Il peut jouer aussi bien buteur que milieu offensif.

## Biographie
Les origines de Chahir Belghazouani au Maroc se situent dans l'Oriental (Meknès par son père et Berkane par sa mère).

### Club
Formé au Grenoble Foot 38, il joue son premier match professionnel lors de la saison 2004-2005. Il se fait petit à petit sa place dans l'effectif de ce club. À l'inter-saison 2006-2007, il est annoncé sur les tablettes de Tottenham mais le transfert n'a pas lieu à cause d'une blessure.
L'année suivante, le 31 août 2007, il est transféré au Dynamo de Kiev pour une somme comprise entre 500 000 et 800 000 euros.
Après une saison en Ukraine, il est prêté le 20 juin 2008 au Racing Club de Strasbourg. Il joue milieu de terrain et se voit élu meilleur joueur de Ligue 2 pour le mois de septembre par l'UNFP, RTL et Eurosport. Le 23 octobre, Chahir est mis à pied par le RCS à la suite de son apparition dans un clip vidéo violent (avec des personnes armées) par un groupe de rap strasbourgeois mis en ligne sur Internet. Bien qu'il ait dit avoir été abusé par le réalisateur du clip, il est finalement licencié pour cette affaire par le club strasbourgeois le 1er novembre 2008.
Le joueur libéré de ses engagements intéresse le Racing Club de Lens et le FC Metz, deux candidats à la remontée en Ligue 1. Il fait un essai au Sochaux fin décembre 2008 mais c'est au club de 1re division suisse du Neuchâtel Xamax qu'il se voit finalement prêté. Cependant il n'honore pas ce prêt, puisqu'en accord avec le club, le contrat est interrompu avant la fin, officiellement pour des raisons de santé.
En juillet 2009, il est de nouveau prêté à un club de Ligue 2, le Tours FC. Le 1er août 2009, au Stade de la Vallée du Cher il fait ses débuts sous ses nouvelles couleurs en tant titulaire contre Le Havre (2-1) pour le compte du premier tour de la Coupe de la Ligue. Le 27 août 2009, il marque son premier but pour Tours, en Coupe de la Ligue, lors d'un match contre le FC Metz (1-2). Après une saison, il retourne en Ukraine.
Fin juin 2012, Belghazouani résilie son contrat avec le club belge de SV Zulte Waregem et arrivé libre à l'AC Ajaccio.
En juin 2014, il signe au Stade brestois. Après une saison au club breton, il le quitte pour l'APO Levadiakos, équipe de l'élite grecque.

### Sélection
Il participe aux jeux de la francophonie au Niger en 2005 avec l'équipe de France U20. Il remporte le Tournoi de Toulon en 2006 avec l'équipe de France U20.
En novembre 2012, il est convoqué par le sélectionneur national du Maroc, Rachid Taoussi, dans le cadre d'un match amical opposant le Maroc au Togo le 14 novembre 2012
,.
| Matches internationaux de Chahir Belghazouani | Matches internationaux de Chahir Belghazouani | Matches internationaux de Chahir Belghazouani            | Matches internationaux de Chahir Belghazouani | Matches internationaux de Chahir Belghazouani | Matches internationaux de Chahir Belghazouani | Matches internationaux de Chahir Belghazouani | Matches internationaux de Chahir Belghazouani |
| 0                                             | Date                                          | Lieu                                                     | Adversaire                                    | Score                                         | Résultats                                     | Compétitions                                  |                                               |
| --------------------------------------------- | --------------------------------------------- | -------------------------------------------------------- | --------------------------------------------- | --------------------------------------------- | --------------------------------------------- | --------------------------------------------- | --------------------------------------------- |
| 1                                             | 14 novembre 2012                              | Stade Mohammed-V, Casablanca, Maroc                      | Togo                                          | —                                             | 0-1                                           | Match amical                                  |                                               |
| 2                                             | 8 janvier 2013                                | Rand Stadium (en), Johannesburg, Afrique du Sud          | Zambie                                        | —                                             | 0-0                                           | Match amical                                  |                                               |
| 3                                             | 12 janvier 2013                               | Rand Stadium (en), Johannesburg, Afrique du Sud          | Namibie                                       | —                                             | 2-1                                           | Match amical                                  |                                               |
| 4                                             | 19 janvier 2013                               | FNB Stadium, Johannesburg, Afrique du Sud                | Angola                                        | —                                             | 0-0                                           | Coupe d'Afrique 2013                          |                                               |
| 5                                             | 23 janvier 2013                               | Stade Moses-Mabhida, Durban, Afrique du Sud              | Cap-Vert                                      | —                                             | 1-1                                           | Coupe d'Afrique 2013                          |                                               |
| 6                                             | 27 janvier 2013                               | Stade Moses-Mabhida, Durban, Afrique du Sud              | Afrique du Sud                                | —                                             | 2-2                                           | Coupe d'Afrique 2013                          |                                               |
| 7                                             | 24 mars 2013                                  | Benjamin Mkapa National Stadium, Dar-es-Salaam, Tanzanie | Tanzanie                                      | —                                             | 3-1                                           | Éliminatoires Coupe du monde 2014             |                                               |
| 8                                             | 15 juin 2013                                  | Grand Stade de Marrakech, Marrakech, Maroc               | Gambie                                        | —                                             | 2-0                                           | Éliminatoires Coupe du monde 2014             |                                               |

## Carrière
| Saison                | Club                              | Championnat           | Championnat | Championnat | Coupe nationale | Coupe nationale | Coupe de la Ligue | Coupe de la Ligue | Total | Total |
| Saison                | Club                              | Division              | M.          | B.          | M.              | B.              | M.                | B.                | M.    | B.    |
| 2004-2005             | Grenoble Foot 38                  | Ligue 2               | 3           | 0           | -               | -               | -                 | -                 | 3     | 0     |
| 2005-2006             | Grenoble Foot 38                  | Ligue 2               | 28          | 1           | 1               | 0               | 1                 | 0                 | 30    | 1     |
| 2006-2007             | Grenoble Foot 38                  | Ligue 2               | 13          | 0           | -               | -               | -                 | -                 | 13    | 0     |
| 2007                  | Grenoble Foot 38                  | Ligue 2               | 5           | 0           | -               | -               | -                 | -                 | 5     | 0     |
| 2007-2008             | Dynamo Kiev                       | Premier-Liha          | -           | -           | -               | -               | -                 | -                 | 0     | 0     |
| 2008                  | RC Strasbourg (prêt)              | Ligue 2               | 10          | 1           | -               | -               | 1                 | 1                 | 11    | 2     |
| 2008-2009             | Dynamo Kiev                       | Premier-Liha          | -           | -           | -               | -               | -                 | -                 | 0     | 0     |
| 2009                  | Neuchâtel Xamax (prêt)            | Super League          | 6           | 1           | -               | -               | -                 | -                 | 6     | 1     |
| 2009-2010             | Tours FC (prêt)                   | Ligue 2               | 28          | 3           | 2               | 0               | 2                 | 1                 | 32    | 4     |
| 2010-2011             | Dynamo Kiev                       | Premier-Liha          | -           | -           | -               | -               | -                 | -                 | 0     | 0     |
| 2011-2012             | Dynamo Kiev                       | Premier-Liha          | -           | -           | -               | -               | -                 | -                 | 0     | 0     |
| 2012                  | SV Zulte Waregem                  | Division 1            | 3+6         | 0+0         | -               | -               | -                 | -                 | 9     | 0     |
| 2012-2013             | AC Ajaccio                        | Ligue 1               | 29          | 6           | -               | -               | 1                 | 0                 | 30    | 6     |
| 2013-2014             | AC Ajaccio                        | Ligue 1               | 8           | 0           | -               | -               | 1                 | 0                 | 9     | 0     |
| 2014                  | Royal White Star Bruxelles (prêt) | Division 2            | 9           | 1           | -               | -               | -                 | -                 | 9     | 1     |
| 2014-2015             | Stade brestois                    | Ligue 2               | 25          | 2           | 5               | 1               | -                 | -                 | 30    | 3     |
| 2015-2016             | APO Levadiakos                    | Super League          | 4           | 0           | -               | -               | -                 | -                 | 4     | 0     |
| Total sur la carrière | Total sur la carrière             | Total sur la carrière | 177         | 15          | 8               | 1               | 6                 | 2                 | 191   | 18    |